# NS-Zwangsarbeit im Raum Hamburg

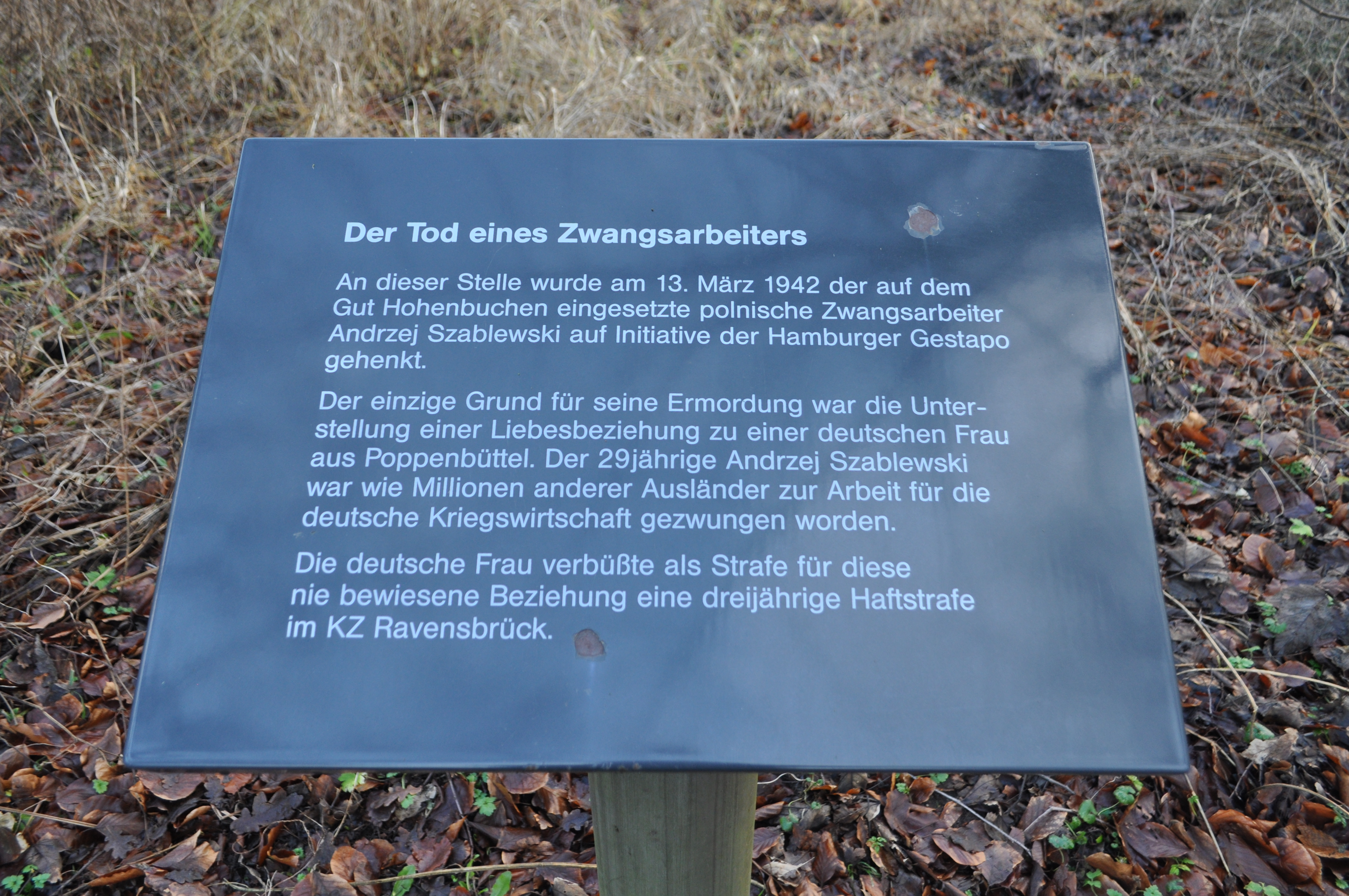
Mahnmal für einen polnischen Zwangsarbeiter in Hamburg-Poppenbüttel

Für die NS-Zwangsarbeit im Raum Hamburg waren während des Zweiten Weltkrieges insgesamt 400.000 bis 500.000 Ausländer eingesetzt. Zur Jahreswende 1943/1944 war mit 95.000 ausländischen Zivilarbeitern, Kriegsgefangenen und KZ-Häftlingen die Höchstzahl von Zwangsarbeitern zu verzeichnen.  Die Fremdarbeiter waren ab 1941 grundsätzlich in umzäunten Lagern untergebracht, von denen  rund 1500 nachweisbar sind.
In den ersten zwei Kriegsjahren wurden hauptsächlich zivile Ausländer angeworben. Dann wurden westeuropäische Kriegsgefangene eingesetzt. Später wurde auf osteuropäische und sowjetische Kriegsgefangene und Zwangsrekrutierte zurückgegriffen. Schließlich wurden auch Häftlinge der Konzentrationslager unter Bewachung in Betrieben eingesetzt.
Arbeitsbedingungen, Verpflegung, Unterbringung und Luftschutz bei Bombenangriffen waren zwischen den einzelnen Nationen der Zwangsarbeiter und im Verhältnis zu den Deutschen stark abgestuft. Osteuropäische und sowjetische Zwangsarbeiter durften mit Deutschen keinen Blick- und Sprechkontakt haben, sie wurden schlechter verpflegt, bezahlt und untergebracht. Ihre Arbeits- und Lebensbedingungen auf niedrigstem Niveau gingen mit einer ideologischen Abwertung der „Fremdvölkischen“ einher. Erst als die Kriegslage einen „Nachschub“ von Zwangsarbeitern hemmte und der Bedarf weiter stieg, änderte sich die Politik des Arbeitseinsatzes. Mit Lohnanreizen und sozialpolitische Maßnahmen förderte man die Leistungssteigerung der Ostarbeiter und ordnete an, diskriminierende Beschränkungen zu beseitigen oder abzumildern. Tatsächlich änderte sich jedoch wenig an den unzureichenden Lebensbedingungen.

## Entwicklung 1939–1941
Nach der „Verordnung für Aufgaben von besonderer staatspolitischer Bedeutung“  vom 13. Februar 1939 konnten arbeitsfähige Deutsche in kriegswirtschaftlich wichtige Betriebe dienstverpflichtet werden. In Hamburg plante man zur selben Zeit, erwerbsbeschränkte, erwerbslose und fürsorgeunterstützte Juden und Jüdinnen in Lagern zur Pflichtarbeit heranzuziehen. Anfang 1941 waren mehr als zwei Drittel der als arbeitsfähig eingestuften Juden im „geschlossenen Arbeitseinsatz“ getrennt von „deutschblütigen“ Beschäftigten tätig.  Erst mit Beginn des zweiten Kriegsjahres war mit den Methoden der Arbeitskräfteerfassung und -lenkung der Bedarf der Hamburger Rüstungswirtschaft nicht mehr zu decken; mehrwöchige  Lieferrückstände waren die Folge. Das Wehrwirtschafts- und Rüstungsamt des OKW hielt den Einsatz ausländischer Arbeitskräfte für unumgänglich. Die größten Hamburger Rüstungsbetriebe boykottierten dies zunächst  mit sicherheitspolitischen Argumenten und verlangten deutsche Facharbeiter. Die Hamburger Industrie- und Handelskammer trat als Interessenvertreterin der Rüstungszulieferer auf und zeigte sich um den Erhalt möglichst vieler Klein- und Mittelbetriebe besorgt.
Bei der Anwerbung wurde anfangs ein Arbeitskontrakt für die Dauer von drei bis sechs Monate vereinbart. Im März 1941 waren in Hamburg 8.819 ausländische Arbeitskräfte überwiegend im Baugewerbe und der Eisen- und Metallverarbeitung eingesetzt, davon ca. 50 % Dänen, 20 % Belgier und Holländer, 13 % Franzosen und 10 % Polen. Bis zum August 1941 schnellte die Gesamtzahl der Fremdarbeiter hoch auf 24.544 Männer und 3.882 Frauen.
Anfang 1941 setzte sich Gauleiter Karl Kaufmann in Berlin dafür ein, ausländische Arbeiter in Gemeinschaftslagern zu konzentrieren und nur wenigen ausgewählten Großbetrieben zuzuweisen. Zuständig für Transport, Unterbringung, Lagerverwaltung, Verpflegung und Sprachschulung war Willy Henke von der „Hauptabteilung  Arbeitseinsatz“ der Deutschen Arbeitsfront (DAF). Die DAF zeigte sich jedoch für den Bau von Gemeinschaftslagern überfordert; größere Betriebe mieteten daher Räumlichkeiten in leerstehenden Wirtschaftsbetrieben an oder pachteten Gelände für eigene Barackenunterkünfte. Nahezu alle der bis dahin überwiegend in Privatquartieren wohnhaften Fremdarbeiter waren Ende Mai 1941 in rund 70 Gemeinschaftslagern untergebracht. 13 Lager waren von der DAF bewirtschaftet, die den Lagerführer stellte und für Ausstattung, Ernährung und Gesundheitsversorgung zuständig war. In 28 Lagern gab es einen DAF-Lagerleiter, aber für Aufbau, Ausstattung und Versorgung waren privatwirtschaftliche oder öffentliche Betriebe zuständig. Für 29 Firmenlager oblag die Bewirtschaftung und Überwachung den Betrieben.  Rund 8800 Kriegsgefangene waren in geschlossenen Lagern der Wehrmacht untergebracht.

## Arbeitseinsatz 1942
Das Jahr 1942 brachte mit dem absehbar längerwährenden Krieg gegen die Sowjetunion eine deutliche Zäsur. Rund 160.000 Hamburger waren einberufen worden. Trotz ideologischer Vorbehalte griff die Hamburger Wirtschaft nun vorrangig auf sowjetische Zwangsarbeiter zurück. Im August 1942 wurden 228 Ausländerlager mit 25.000 Fremdarbeitern gezählt; hinzu kamen weitere 15.000 Arbeitskräfte in 44 Lagern für zivile russische Arbeitskräfte und 117 Lagern für Kriegsgefangene unterschiedlicher Nationalitäten. Zum Jahresende 1942 arbeiteten rund 11.000 Kriegsgefangene, 41.000 Ausländer und 11.000 weibliche Ausländerinnen in Hamburg;  Bei diesen Zahlen sind die zur Zwangsarbeit eingesetzten Häftlinge im KZ Neuengamme nicht berücksichtigt.

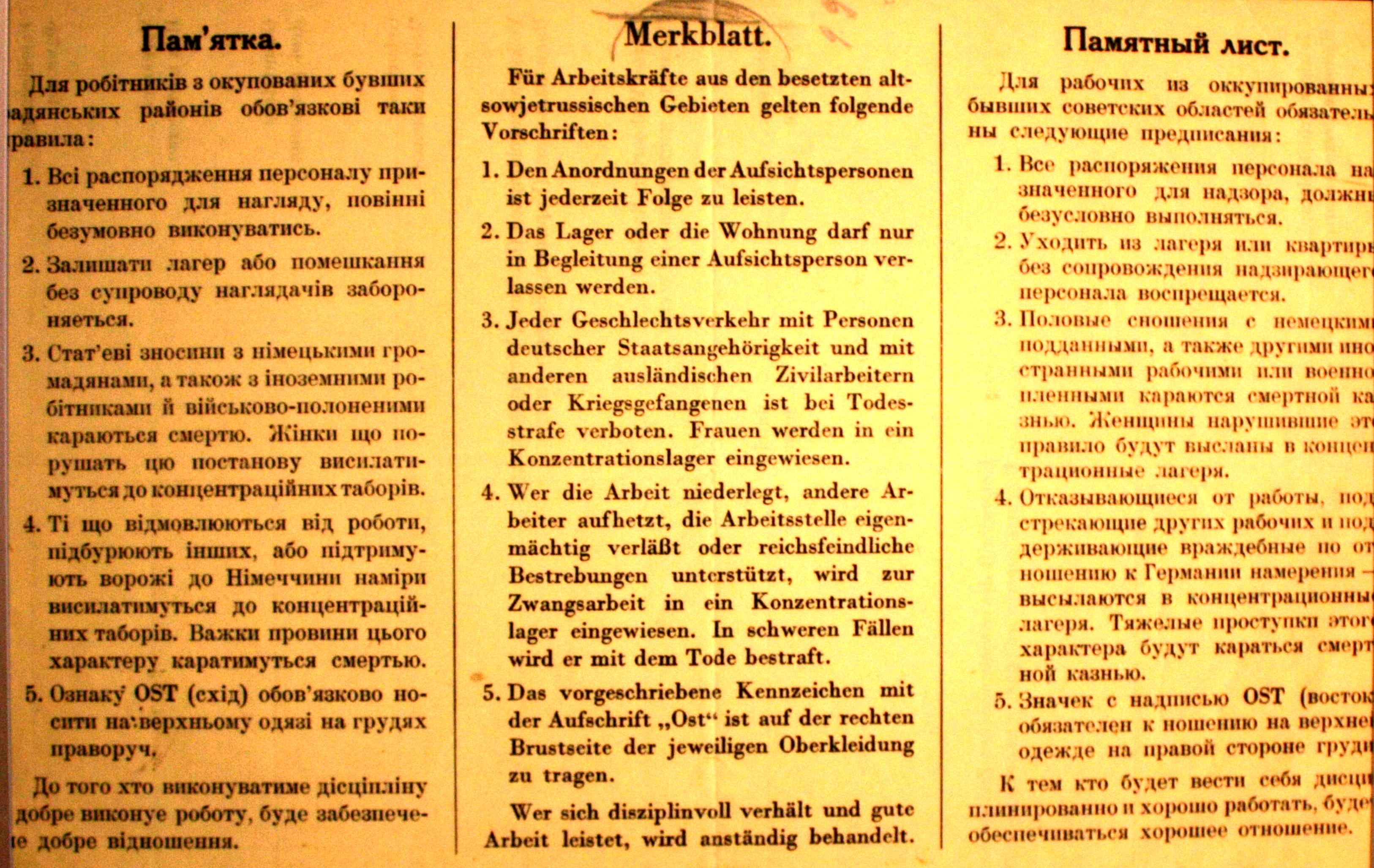
1942: Merkblatt für Ostarbeiter aus der Sowjetunion

Die verschleppten „fremdvölkischen Ostarbeiter“ sollten nur in geschlossenen Kolonnen eingesetzt werden und in umzäunten und bewachten Lagern wohnen, die auch in der Freizeit nicht verlassen werden durften. Weitere Einschränkungen waren im  „Ostarbeitererlass“ festgeschrieben. Anstelle von Lohnabgaben wurde eine „Russensteuer“ einbehalten, die um ein Mehrfaches höher war. Sowjetische Kriegsgefangene wurden durch Wehrmachtsangehörige oder Hilfswachmannschaften bewacht. Die Lohnbeiträge der Unternehmen gingen bis auf eine Taschengeld von 20 Reichspfennig an das Reich. Hamburger Unternehmen beklagten die Mangelernährung russischer Zivilarbeiter und Kriegsgefangener, die das Leistungsvermögen der Arbeitskräfte um 50 % absinken lasse.
Die Einsicht der Führung, dass eine effektive Nutzung der Arbeitskraft nur durch hinreichende Ernährung und Behandlung nachhaltig sicherzustellen sei, führte ab Mitte 1942 zu partiellen Verbesserungen der Lebensverhältnisse für die sowjetischen Zwangsarbeiter. Fritz Sauckel ordnete an, das Lagerleben erträglicher zu gestalten, Stacheldraht-Umzäunungen abzubauen und eine Ausgeh-Erlaubnis für Gruppen zu erteilen. Ukrainern wurde in Aussicht gestellt, von der diskriminierenden OST-Kennzeichnung befreit zu werden. Die „Russensteuer“ wurde durch eine günstigerer Ostarbeiterabgabe ersetzt. Die versprochene Verbesserung der Lebens- und Arbeitsbedingungen der Ostarbeiter und eine Angleichung ihrer Lohn- und Ernährungssätze an die anderer Fremdarbeiter erfolgte nur stufenweise und zog sich jahrelang hin. So wurde zum Beispiel die Ostarbeiter-Kennzeichnung erst 1944 per Polizeiverordnung ersetzt durch ein „Volkstumsabzeichen“.

## Arbeitseinsatz 1943
Misserfolge und Verluste der deutschen Armee im Winter 1942/1943 führte zu umfangreichen Einberufungen.  Spätestens 1943 konnte nach Eingeständnis Sauckels von einer Freiwilligkeit zum Arbeitseinsatz in Deutschland nicht mehr die Rede sein, vielmehr seien bei der Verschleppung „die  Schlacken unserer Humanitätsduselei“ abzulegen. Um die unabdingbare Arbeitsleistung der Zwangsarbeiter zu erhalten und zu steigern, sollten Lohnerhöhungen,  Akkordzuschläge und  erleichterter Transfer der Gelder in die Heimatländer sowie Essenszulagen für Schwerarbeiter,  verbesserte ärztliche Betreuung und Erholungsurlaub eingeführt werden.  Tatsächlich wurden die in Erlasse und Durchführungsbestimmungen gefassten Verbesserungen nur zögernd und nicht überall umgesetzt. Sie änderten kaum etwas an den miserablen Lebensbedingungen der Zwangsarbeiter: Bei den Essenszulagen kam es zu einer Umverteilung zu Lasten der Schwächeren. In Hamburg konnte kein Beispiel für einen Ostarbeiter-Urlaub belegt werden.
Andererseits setzte man Druckmittel und Strafen ein, um die geforderte Arbeitsdisziplin zu erzwingen und Sabotage zu bekämpfen. Seit April 1943 gab es das Arbeitserziehungslager Langer Morgen in Hamburg-Wilhelmsburg; dorthin wurden Zwangsarbeiter wegen „Nichterfüllung der Arbeitsnorm, Renitenz am Arbeitsplatz, fortgesetzter Verspätungen oder Betriebsbummelei“ von der Gestapo eingewiesen und wochenlang durch härteste Arbeit „umerzogen.“ Wegen Sabotage und Plünderung wurden in einer Strafaktion im August 1943 zwanzig Verdächtige sowie 150 Zwangsarbeiter des Arbeitserziehungslagers erschossen.
Sowjetische Zwangsarbeiter durften nur separat von Deutschen, auch von allen anderen Ausländern getrennt und meist nur in Splitterschutzgräben Schutz suchen. Bei der Operation Gomorrha wurden mindestens 130 Ausländerlager im Stadtgebiet zerstört. Vermutlich kamen 3.500 der rund 80.000 ausländischen Zwangsarbeiter ums Leben. Zehntausende wurden in ihre Heimatländer zurückgeschickt oder in andere Städte verlegt. Rund 27.000 verblieben zunächst in Hamburg. Viele hausten in Notunterkünften und mussten Leichen bergen, Trümmer räumen und Betriebe wiederaufbauen. Im November 1943 waren aber bereits 560 Lager wiederhergestellt, in denen 63.000 Zwangsarbeiter untergebracht waren. In dieser Gesamtzahl sind 8000 überwiegend aus der Sowjetunion und Frankreich stammenden Kriegsgefangenen noch nicht enthalten, ebenso wenig auch die erst Ende August 1943 eintreffenden 11.930 italienischen Kriegsgefangenen.
Um künftig vor Ort schnell und gezielt Handeln zu können, wurden die Verwaltung dezentralisiert und die Wiederaufnahme der Rüstungsproduktion der Wirtschaft übertragen. Es wurden 18 „Industrieblocks“ installiert, deren Organisation und Leitung jeweils ein führender Industrieller übernahm. Der kommissarische Gauwirtschaftsberater Otto Wolff war für die gesamte Rüstungswirtschaft wie auch für die Ernährungs- und Versorgungsbetriebe zuständig. Der Einsatz von Zwangsarbeitern wurde von den Industrieblocks geregelt.

## Arbeitseinsatz 1944/1945
Mehr als zwei Drittel der 90.000 männlichen und 13.500 weiblichen Häftlinge waren erst ab Mai 1944 nach Neuengamme oder eines seiner Außenlager gekommen. Neben der Auslagerung der Teilproduktion von Gleitlagern, dem Fahrzeuggeneratoreneinbau, Werkzeugmaschinenreparaturen und Werkzeugherstellung in das Konzentrationslager plante man im Juli 1944, bis zu 5000 Häftlinge zum geschlossenen Arbeitseinsatz unter SS-Bewachung in neun Rüstungsbetrieben, einer Werft und auf Großbaustellen einzusetzen. Jüdische Frauen mussten unter anderem Schwerstarbeit beim Bau von Behelfswohnungen verrichten.
Als „Sonderdienstverpflichtete“  mussten mehr als 1000 „jüdische Mischlinge ersten Grades“ sowie „jüdisch Versippte“ in Hamburg  Trümmer beseitigen; sie waren nicht – wie andernorts – der Organisation Todt, sondern der Hamburger Bauverwaltung unterstellt. Als „Sonderkommando J“ waren sie im Herbst 1944 nur zum Teil in Baracken auf dem Ohldorfer Friedhof kaserniert untergebracht, da andere geplante Lager zerstört oder anderweitig benötigt waren.
In Hamburger Strafanstalten waren 1944 mehr als 4000 Verurteilte oder Untersuchungshäftlinge inhaftiert, von denen 1270 Aufträge von Rüstungszulieferer-Betrieben abarbeiteten.
Bereits im September 1944 konnten die in Hamburg erfassten 63.478 ausländischen Zivilarbeitskräfte (davon 12.822 Frauen) nicht mehr voll beschäftigt werden, da viele Betriebe aufgrund von Zerstörungen, Stromabschaltungen und Nachschubmangel nur eingeschränkt produzieren konnten. Nicht mehr benötigte KZ-Häftlinge sollten ins Stammlager zurückgebracht werden. Andere unterbeschäftige Zwangsarbeiter sollten auf Baustellen arbeiten. Seit April 1945 wurden Zwangsarbeiter aus den Branchen des Bausektors und der Metallverarbeitung aus Hamburg abgezogen und vorrangig diejenigen in der Stadt behalten, die für die Nahrungsmittelversorgung und Energiewirtschaft tätig waren. Betriebsleitungen fürchteten Racheaktionen von Zwangsarbeitern beim absehbaren Kriegsende, argumentierten aber mit Kostengründen und mangelndem Aufsichtspersonal, um Fremdarbeiter abzuschieben. Gauleiter Kaufmann ordnete am 13. April 1945 in einer Grundsatzentscheidung den Abtransport aller Ausländer an. Zum Zeitpunkt der Kapitulation waren jedoch noch 17.000 Zivilarbeiter in Hamburg verblieben.

## Nachkriegszeit

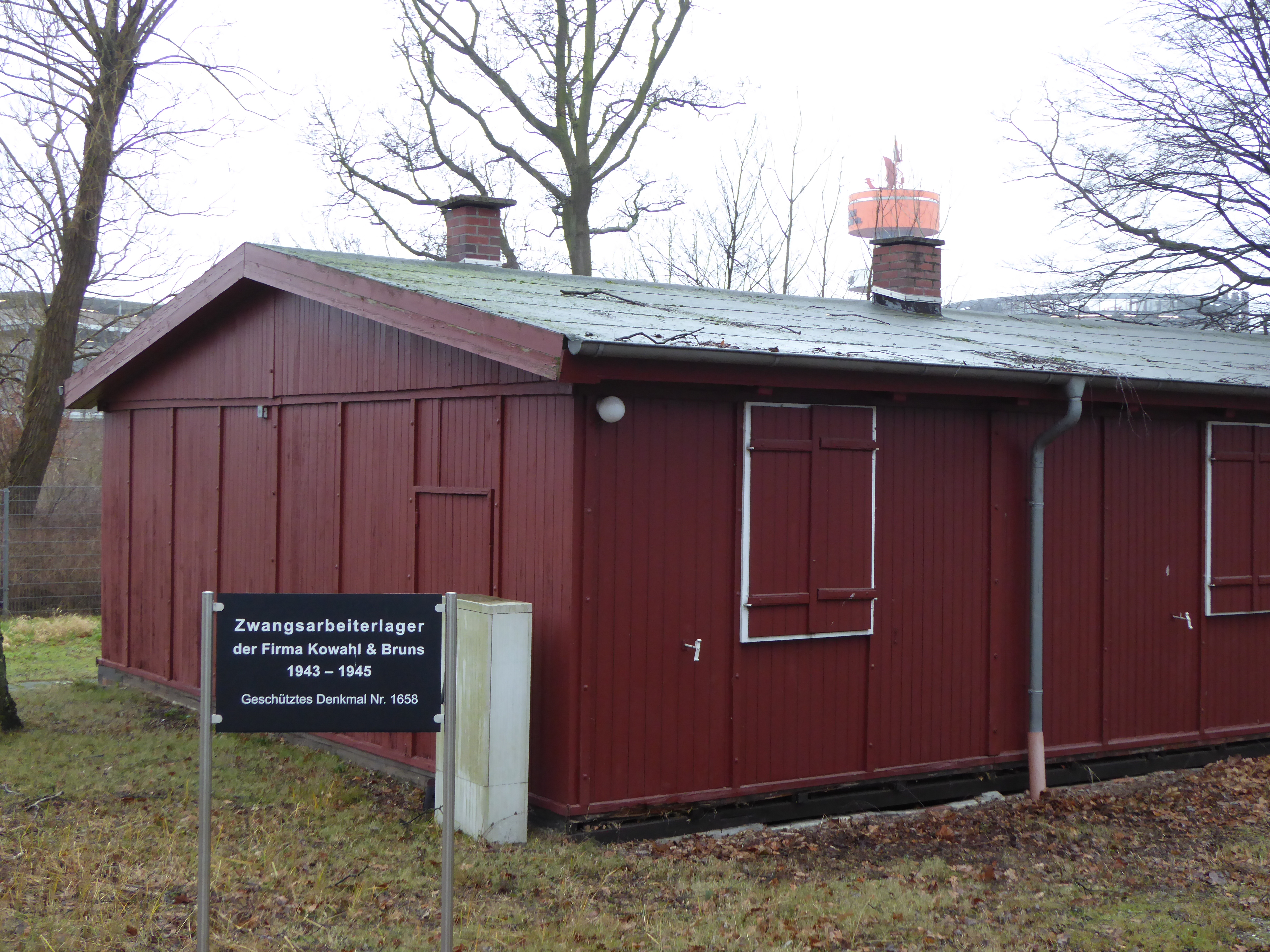
Informationszentrum/Zwangsarbeiter-Baracke am Wilhelm-Raabe-Weg 23

Die britische Militärregierung forderte die Zwangsarbeiter nach Kriegsende auf, zunächst noch in ihren Unterkünften in Hamburg zu verbleiben. Der Organisationsapparat der DAF verwaltete weiter die DP-Lager; damit waren oft dieselben Personen, die für die Zwangsarbeit zuständig gewesen waren, für die Behandlung der Displaced Persons verantwortlich. Die Hamburger Behörden waren nach dem Urteil Betroffener von „offener Feindseligkeit“ geprägt und der Senat versuchte vergeblich, eine Internierung im geschlossenen Lager durchzusetzen. In den Folgemonaten nach Kriegsende wurden die Displaced Persons, sofern möglich, in ihre Heimatländer zurücktransportiert. Einige blieben in Hamburg.
Auf Initiative belgischer Behörden veranlasste die britische Besatzung 1945 eine Fragebogenaktion zu den Lagern in Groß-Hamburg. Die Angaben der befragten Polizeibeamten über Freiwilligkeit der Arbeitsaufnahme, Misshandlungen oder Bewegungsfreiheit standen teils in krassem Widerspruch zu den Berichten der Betroffenen. Die juristische Aufarbeitung der an KZ-Häftlingen begangenen Verbrechen begann mit dem Neuengamme-Hauptprozess am 18. März 1946 im Hamburger Curiohaus.
Das Bundesentschädigungsgesetz schloss Zahlungen an Zwangsarbeiter aus; diese seien als Reparationsleistungen anzusehen und nach dem Londoner Schuldenabkommen von 1953 bis zum Abschluss eines förmlichen Friedensvertrags zurückzustellen. Abgesehen von Einzelfällen ohne jedes Präjudiz wurden individuelle Entschädigungszahlungen in größerem Umfang erst mittels der Stiftung „Erinnerung, Verantwortung und Zukunft“ ermöglicht. Ende 2000 beschloss der Hamburgische Senat, Besuchsprogramme für ehemalige Zwangsarbeiter einzuführen, und erkannte zugleich an, dass den Zwangsarbeitern „schweres Unrecht“ angetan worden sei.
Eine in Hamburg-Fuhlsbüttel erhaltene Baracke für Zwangsarbeiter beherbergt das Hamburger Informationszentrum NS-Zwangsarbeit, das von der Willi-Bredel-Gesellschaft getragen wird.

## Historiografie
Der Begriff „Zwangsarbeiter“ für die zivilen ausländischen Arbeitskräfte, die zwischen 1939 und 1945 in Deutschland eingesetzt wurden, ist nicht unproblematisch. Viele Fremdarbeiter wurden dienstverpflichtet, durch Entzug von Lebensmittelmarken oder Verhaftung von Familienangehörigen zum Arbeitseinsatz in Deutschland gezwungen oder hatten als Kriegsgefangene oder spätere Zivilarbeiter die zugewiesenen Arbeit aufzunehmen. Andere ließen sich „freiwillig anwerben“. Doch angesichts von Massenarbeitslosigkeit, ökonomischer Not und irreführender Werbung wird „Freiwilligkeit“ dem historischen Sachverhalt nicht gerecht.
Eine erste regionalhistorische Studie über Zwangsarbeit in Hamburg legte im Jahre 2003 Frederike Littmann mit ihrer Dissertation vor.  Zahlreiche Akten wurden durch die Bombenangriffe zerstört oder auch durch Befehl des Gauleiters Karl Kaufmann im April vernichtet. Keines der rund 1500 Lagerbücher ist erhalten: Diese enthielten die Namen der ausländischen Zwangsarbeitskräfte und die der Beschäftigungsbetriebe sowie  Verpflegungslisten und Angaben über Krankenstand oder Strafen.
Die Besonderheit des übersichtlich strukturierten Stadtstaates mit der einzigartigen Machtkonzentration Karls Kaufmanns als Gauleiter, Reichsstatthalter, Reichsverteidigungskommissar und Reichskommissar für die Seeschifffahrt lässt jedoch die Verantwortlichkeiten wie auch die Durchsetzung lokaler Interessen beim Arbeitseinsatz deutlich werden. Die Hamburger Wirtschaft begann selbständig mit der Anwerbung ausländischer Facharbeiter in den besetzten Niederlanden, Belgien, Frankreich und Dänemark. Auf dem Höhepunkt der massenhaften Verschleppung von Arbeitskräften mit brutalsten Rekrutierungsmethoden und elendsten Lebensverhältnissen in den Zwangsarbeiterlagern übernahm 1943  die „Gauwirtschaftskammer Hamburg“ – so der damalige Name der Handelskammer Hamburg – im Einvernehmen mit dem Gauleiter staatliche Funktionen wie die Erfassung und Verteilung der Zwangsarbeiter. Littmann konstatiert die „faktische Übernahme von wirtschafts- und arbeitspolitischen Funktionen des Staates“ durch die Wirtschaft, deren nachträgliche Schutzbehauptung, ihr Handeln sei durch die nationalsozialistische Führung erzwungen worden, damit widerlegbar sei.